# 劉真道
劉真道（？—443年），表字不詳，彭城人。宋武帝劉裕表兄劉懷敬之子，南朝宋將領，曾參與討伐親北魏的仇池首領楊難當，但戰後不久因為擅取財寶而被收捕處死。

## 生平
劉真道初為錢唐令，元嘉十三年（436年）時當地發生饑荒，宋文帝派了揚州治中從事史沈演之巡視地方，上書稱許劉真道及餘杭令劉道鍚處理災變有方，真道因而獲賞賜千斛穀並獲授步兵校尉。
元嘉十四年，真道轉任梁、南秦二州刺史。元嘉十八年（441年）仇池首領楊難當出兵進攻南朝宋益州，並派了苻沖出駐東洛以抵禦宋梁州軍。劉真道聞訊出兵，擊斬苻沖。此時難當攻下葭萌，但在圍涪城時遇上時任巴西太守的劉道錫堅守，攻戰十多日後無功而還。朝廷遂於十二月下詔龍驤將軍裴方明、太子左積弩將軍[[劉康祖及後軍參軍梁坦率兵三千，連同荊雍二州兵力，全由劉真道節度，出兵討伐仇池。次年，裴方明等軍進至漢中，一直進攻，劉真道分兵攻武興、下辯及白水，皆捷，方明又先後擊敗苻弘祖及楊和。至五月，楊難當見此於是帶同妻兒逃奔北魏，仇池丞相楊萬春等歸降，又生擒難當三子楊虎，送到建康斬首，肅清了楊難當於當地的勢力，改以難當侄楊保熾為統領仇池。
平仇池後，真道改任建威將軍、雍州刺史。但元嘉二十年（443年）真道及方明二人因在攻破仇池時擅於取金銀財寶及良馬，都被收捕下獄處死。胡三省在注《資治通鑑》時寫:「宋人捨功錄過，自戮良將，宜其為魏人所窺。」批評宋廷自削軍事實力。